# Microrregión de Picos
La microrregión de Picos es una de las microrregiones del estado brasileño del Piauí perteneciente a la mesorregión Sudeste Piauiense. Su población fue estimada es según el censo de 2010 de 199.627 habitantes y está dividida en veinte municipios. Su población está formada por una mayoría de negros y mulatos 53.3, blancos de origen portugués y árabe 30.8, caboclos(mestizos de indios y blancos)15.5, asiáticos 0.3 e indígenas 0.1, según el censo de IBGE 2010 habitaban la región 182 indígenas. Posee un área total de 10.337,587 km².

## Municipios
- Aroeiras do Itaim
- Bocaina
- Cajazeiras do Piauí
- Colônia do Piauí
- Dom Expedito Lopes
- Geminiano
- Ipiranga do Piauí
- Oeiras
- Paquetá
- Picos
- Santa Cruz do Piauí
- Santa Rosa do Piauí
- Santana do Piauí
- São João da Canabrava
- São João da Varjota
- São José do Piauí
- São Luis do Piauí
- Sussuapara
- Tanque do Piauí
- Wall Ferraz